# Годе, Лоран
Лора́н Годе́ (фр. Laurent Gaudé; 6 июля 1972, Париж, Франция) — французский писатель и драматург. Лауреат Гонкуровской премии.

## Биография
Выпускник Университета Париж III Новая Сорбонна, Лоран Годе выбрал литературную карьеру. Роман «Солнце клана Скорта» получил критическое признание и принёс автору Гонкуровскую премию, самую престижную литературную награду Франции.

## Произведения

### Романы
- Крики / Cris (2001)
- Смерть короля Тсонгора / La Mort du roi Tsongor (2002)
- Солнце клана Скорта / Le Soleil des Scorta (2004)
- Эльдорадо / Eldorado (2006)
- Врата ада / La Porte des Enfers (2008)
- Ураган / Ouragan (2010)
- Pour seul cortège (2012)
- Danser les ombres (2015)
- Écoutez nos défaites (2016)

### Сборники рассказов
- Невольничья кровь / Sang négrier (2006)
- В мозамбикской ночи / Dans la nuit Mozambique (2007)
- Voyage en terres inconnues (2008)
- Les oliviers du Négus (2011)

### Сборники стихов
- De sang et de lumière (2017)

### Пьесы
- Онис неистовый / Onysos le furieux (1997)
- Pluie de cendres (1998)
- Combats de possédés (1999)
- Cendres sur les mains (2001)
- Голубой тигр Евфрата / Le tigre bleu de l'Euphrate (2002)
- Salina (2003)
- Médée Kali (2003)
- Les sacrifiées (2004)
- Sofia Douleur (2008)
- Sodome, ma douce (2010)
- Les enfants Fleuves (2011)
- Danse, Morob (2016)

### Либретто
- Les sacrifiées, адаптация одноимённой пьесы (2008)
- Mille orphelins (2011)
- Médée Kali, адаптация одноимённой пьесы (2013)
- Daral Shaga (2014)
- Maudits les innocents (2014)

### Книги для детей
- La tribu de Malgoumi (2008)

### Фотоальбомы
- Je suis le chien Pitié, фотограф Оан Ким (2009)
- Voodoo, фотограф Гаэль Турин, авторы текста Лоран Годе и Лаэнек Юрбон (2011)